# Caso
Caso is een gemeente in de Spaanse provincie en regio Asturië met een oppervlakte van 307,94 km². Caso telt 1.624 inwoners (1 januari 2016).

## Demografische ontwikkeling
Bron: INE, 1857-2011: volkstellingen